# Liparetrus atratus
Liparetrus atratus är en skalbaggsart som beskrevs av Hermann Burmeister 1855. Liparetrus atratus ingår i släktet Liparetrus och familjen Melolonthidae. Inga underarter finns listade i Catalogue of Life.